# Funció predictora lineal
En estadística i en aprenentatge automàtic, una funció predictora lineal és una funció lineal (combinació lineal) d'un conjunt de coeficients i variables explicatives (variables independents), el valor de les quals s'utilitza per predir el resultat d'una variable dependent. Aquest tipus de funció sol venir en regressió lineal, on els coeficients s'anomenen coeficients de regressió. Tanmateix, també es produeixen en diversos tipus de classificadors lineals (per exemple, regressió logística, perceptrons, màquines vectorials de suport, i anàlisi discriminant lineal), així com en diversos altres models, com ara anàlisi de components principals i anàlisi factorial. En molts d'aquests models, els coeficients s'anomenen "pesos".

## Definició
Forma bàsica d'una funció predictora lineal {\displaystyle f(i)} per al punt de dades i (constituït per p variables explicatives), per i = 1, ..., n, és
{\displaystyle f(i)=\beta _{0}+\beta _{1}x_{i1}+\cdots +\beta _{p}x_{ip},}
on {\displaystyle x_{ik}}, per a k = 1, ..., p, és el valor de la k-èsima variable explicativa per al punt de dades i, i {\displaystyle \beta _{0},\ldots ,\beta _{p}} són els coeficients (coeficients de regressió, pesos, etc.) que indiquen l'efecte relatiu d'una variable explicativa concreta sobre el resultat.

## Regressió lineal
Un exemple de l'ús d'una funció de predicció lineal és en regressió lineal, on cada punt de dades s'associa amb un resultat continu yi, i la relació s'escriu.
{\displaystyle y_{i}=f(i)+\varepsilon _{i}={\boldsymbol {\beta }}^{\mathrm {T} }\mathbf {x} _{i}\ +\varepsilon _{i},}
on {\displaystyle \varepsilon _{i}} és un terme de pertorbació o variable d'error: una variable aleatòria no observada que afegeix soroll a la relació lineal entre la variable dependent i la funció predictora.